# Eric af Klint (1813–1877)
Eric Magnus af Klint (i riksdagen kallad af Klint i Linköping senare af Klint i Helsingborg), född 31 oktober 1813 i Nättraby församling, Blekinge län, död 26 maj 1877 i Helsingborg, var en svensk militär och riksdagspolitiker. Han var son till Carl af Klint.

## Biografi
af Klint utnämndes 1833 till fänrik vid Andra livgrenadjärregementet och förordnades 1840 till generalstabsofficer samt var 1853–1862 chef för Lantförsvarsdepartementets kommandoexpedition. År 1864 blev han generalmajor och 1875 generallöjtnant. Han var 1862–1871 chef för Andra livgrenadjärregementet och därefter, till sin död, generalbefälhavare i 1:a militärdistriktet.
af Klint var ledamot av riksdagens första kammare 1867–1877 (invald i Östergötlands läns valkrets 1867–1875 samt invald i Älvsborgs läns valkrets 1876–1877). I riksdagen skrev han två egna motioner om förbättrad uppvärmnings- och luftväxlingsapparat i FK:s samlingssal och om medel för fullbordan av östra stambanan.
Han är begravd på Galärvarvskyrkogården i Stockholm.